# Rok Pajič
Rok Pajič (* 26. September 1985 in Jesenice, SR Slowenien) ist ein slowenischer Eishockeyspieler, der seit Januar 2014 beim HC České Budějovice in der 1. tschechischen Liga auf der Position des rechten Flügelstürmers spielt. Sein Vater Murajica war ebenfalls professioneller Eishockeyspieler.

## Karriere
Pajič begann seine Karriere beim HK Kranjska Gora, für den er bereits im Alter von 15 Jahren in der slowenischen Eishockeyliga auflief. Im Sommer 2002 wechselte er schließlich für ein Jahr zum IHC Písek nach Tschechien. Dort kam er bei den U20-Junioren zum Einsatz, ebenso nach seinem Wechsel zu Bílí Tygři Liberec. In Liberec stand Pajič bis 2006 unter Vertrag. Neben seinem Debüt in der Extraliga in der Saison 2004/05 für Liberec wurde er mehrfach an Zweit- und Drittligaklubs ausgeliehen. So lief er in dieser Zeit auch für den HC Berounští Medvědi und HC Vrchlabí, mit dem er die drittklassige 2. Liga gewinnen konnte, auf. Berounští verpflichtete den Slowenen schließlich 2006 dauerhaft. Das Engagement endete nach nur einem Jahr und er spielte ab 2007 für zwei Spielzeiten in Vrchlabí.
Im Sommer 2009 folgte seine nächste Station, als er zum HC Slovan Ústečtí Lvi wechselte. Nebenbei bestritt er auch einige Partien für den BK Mladá Boleslav. Mit Ústečtí Lvi feierte er 2010 den Vizemeistertitel der 1. Liga, wozu er als Torschützenkönig der Playoffs maßgeblich beitrug. Ein Jahr später folgte der Gewinn der Meisterschaft, wobei das Team in der Relegation zur Extraliga in sieben Spielen an Mladá Boleslav scheiterte. Nachdem er die Spielzeit 2012/13 in Italien verbracht hatte, wechselte er im Sommer 2013 nach Schottland zu den Fife Flyers, die er aber schon im Dezember desselben Jahres wieder verließ, um sich dem HC Bozen anzuschließen, für den er in der Österreichischen Eishockey-Liga spielte. Obwohl er dort nur siebenmal zum Einsatz kam, trug er mit sechs Torvorlagen ein wenig zum Gewinn der Liga bei (österreichischer Meister wurde der EC Red Bull Salzburg als Vizemeister der Liga, weil Bozen als ausländischer Verein nicht die Landesmeisterschaft gewinnen konnte). Im Januar 2014 zog es ihn dann zum HC České Budějovice und damit zurück in die „1. Liga“ genannte zweithöchste tschechische Spielklasse.

### International
Pajič vertrat sein Heimatland Slowenien sowohl im Junioren- als auch Seniorenbereich. Für die U18-Junioren spielte er bei den Weltmeisterschaften der Division I 2002 und 2003. Mit den U20-Junioren war er bei den Weltmeisterschaften der Division I der Jahre 2003, 2004 und 2005 vertreten. Im Kader der Senioren stand er bei den Weltmeisterschaften 2006, 2008, 2011 und 2013 in der Top-Division. 2012 trat er mit den Slowenen in der Division I an und konnte den sofortigen Wiederaufstieg in die Top-Division erringen. Zudem vertrat er seine Farben beim Qualifikationsturnier für die Olympischen Winterspiele 2014, bei denen die Slowenen sich für die Spiele in Sotschi qualifizieren konnten. Dort gehörte er dann aber nicht zum Kader seines Landes.

## Erfolge und Auszeichnungen
- 2007 Meister der 2. Liga mit dem HC Vrchlabí
- 2010 Vizemeister der 1. Liga mit dem HC Slovan Ústečtí Lvi
- 2010 Torschützenkönig der Playoffs der 1. Liga
- 2011 Meister der 1. Liga mit dem HC Slovan Ústečtí Lvi

### International
- 2012 Aufstieg in die Top-Division bei der Weltmeisterschaft der Division I, Gruppe A

## Extraliga-Statistik
(Stand: Ende der Saison 2010/11)